# Río de la Paz
Der Río de la Paz ist ein Fluss in Bolivien. Er gehört als linker Nebenfluss des Río Beni zum Flusssystem des Amazonas. Der Oberlauf wird Río Choqueyapu genannt, der Unterlauf Río Boopi.

## Verlauf

### Río Choqueyapu
Der Río Choqueyapu hat seine Ursprünge etwa 25 km nördlich der Metropole La Paz an den Hängen der Anden-Gipfel Charquini und Wilamanquilisani. Quellort des Gewässers ist die Laguna Pampalarama, ein Bergsee von etwa 250 m Länge und 150 m Breite, der auf einer Höhe von 4486 m liegt und von mehreren periodisch fließenden Bergbächen gespeist wird. Der anfangs Río Kaluyo genannte Bach fließt durch das Chakanta-Tal in südlicher Richtung und erreicht nach zwanzig Kilometern auf einer Höhe von 4000 m die nördlichen Randbezirke von La Paz.
Auf dem Weg durch die Stadt ist der zunächst im Mittel etwa 1 m³/s Wasser führende Choqueyapu in ein betoniertes Bachbett gezwängt und wird im Bereich der Innenstadt über etwa vier Kilometer unterirdisch geführt. Auf einer Höhe von 3365 m trifft der Río Choqueyapu bei Kilometer 31 auf den von links zufließenden Río Orko Jahuira und weitere vier Kilometer später auf den ebenfalls von links zufließenden Río Irpavi, die beide ebenfalls nur eine geringe Wasserführung haben. Beim Stadtteil Obrajes ist der mittlere Abfluss angewachsen auf etwa 2,2 m³/s. Nach insgesamt 36 Kilometern verlässt der Choqueyapu den Talkessel von La Paz in südlicher Richtung.

### Río de la Paz
Ab dem Zufluss des Río Achocalla von rechts etwa bei Flusskilometer 41 wechselt der Name zu Río de la Paz (auch: Río La Paz und Río Grande de La Paz). Auf einer Länge von rund 140 Kilometern verliert er fast 2500 Höhenmeter. Auf den ersten dreißig Kilometern fließt der Río de la Paz weiter in südlicher Richtung und weist einen etwa einen Kilometer breiten Talboden auf, so dass sein Tal noch recht dicht besiedelt und ackerbaulich genutzt ist. Unterhalb von Tirata (Gesamtkilometer 83 ab Quelle) wird das Tal so eng, dass eine Besiedlung nicht mehr möglich ist. Im gesamten Streckenabschnitt überqueren nur zwei Straßenbrücken den Fluss (Km 102 und Km 143).
Danach wendet sich der Río de La Paz für weitere 30 Kilometer in östliche Richtung, um dann bis zu seiner Mündung in nordöstlicher Richtung weiterzufließen. Die Talsohle hat hier halbwüstenhaften Charakter, während die obere Hälfte der etwa zweitausend Meter abfallenden Talhänge von Wolkenwäldern bedeckt ist, eine Folge sehr regelmäßiger Berg-Talwindsysteme. Wichtige Nebenflüsse in diesem Abschnitt sind der von rechts einmündende Río Miguillas (Km 166, 897 m) und der Río Tamampaya auf der linken Seite (Km 181, 832 m, rund 55 m³/s). Oberhalb des Tamampaya hat der Río de la Paz eine mittlere Wasserführung von 81 m³/s erreicht.

### Río Boopi
Im weiteren, noch nahezu 110 Kilometer langen Verlauf wird der Fluss in der Regel als Río Boopi bezeichnet. Der Fluss fließt jetzt durch zunehmend dichte Yungas-Bergwälder, einzige größere Ansiedlung in diesem Flussabschnitt ist La Asunta bei Kilometer 219. Nach einer Gesamtlänge von 289 Kilometern trifft der Fluss zwischen den Ortschaften Palos Blancos und San Miguel de Huachi auf den Oberlauf des Río Beni. Der Flusslauf hat auf seinem Weg eine Höhendifferenz von etwa 4000 Metern überwunden und führt an der Mündung im Mittel etwa 173 m³/s Wasser.

## Abflussregime
Entsprechend dem randtropischen, wechselfeuchten Klima seines Einzugsgebietes schwankt die Wasserführung im Verlauf des Jahres stark. Das an den Altiplano grenzende obere Einzugsgebiet erhält wesentlich geringere Niederschlagsmengen als der Bereich der unteren Yungas, die in den feuchten Luftmassen unterhalb der Passatinversion liegen. Die Spanne reicht von unter 500 Millimetern im Jahr bis zu über 3000 Millimetern.
Mittlere Monatsabflüsse (in m³/s) an der Station Cajetillas am unteren Rio de la Paz
(auf Basis der Werte von 1974 bis 1983)